# Janez Janša
Janez Janša (oficiálně Ivan Janša, * 17. září 1958 Lublaň) je slovinský politik, v letech 2004–2008, 2012–2013 a 2020–2022 předseda vlády Slovinska. Od roku 1995 působí jako předseda Slovinské demokratické strany (SDS).

## Životopis
V 80. letech byl Janša aktivní v komunistické mládežnické organizaci ZSMS (kandidoval i na jejího předsedu), v jejímž časopise Mladina uveřejňoval své kritické články, zejména vůči Jugoslávské lidové armádě. Publikoval také politické materiály, které mu dodal důstojník armády Ivan Borštner a z nichž vyplývalo, že armáda žádala slovinské vedení o zakročení proti opozici a že sama zvažovala intervenci. V důsledku toho byl Janša 31. května 1988 spolu s novináři Davidem Tasičem a Francem Zaverlem zatčen a vojenským soudem odsouzen na 18 měsíců. Trest byl zmírněn a všichni byli nakonec propuštěni předčasně, a to i v důsledku toho, že se na jejich podporu konaly masové demonstrace.
Janša se účastnil v roce 1989 založení první známé slovinské opoziční strany – Slovinského demokratického svazu (SDZ) a potom se stal zastupujícím předsedou této strany. Po volebním vítězství volební platformy DEMOS při prvních svobodných volbách 1990 se stal Janša ministrem obrany a tento post zastával i během desetidenní války. Po rozpadu koalice DEMOS v roce 1992 zůstal Janša ministrem obrany a připojil se k Sociálnědemokratické straně Slovinska (SDS) Jože Pučnika. V roce 1993 se stal předsedou této strany. Ta se později přejmenovala na Slovinskou demokratickou stranu a změnila směřování k liberálně-konzervativním, tržněhospodářským a prozápadním stanoviskům.
V roce 1994 musel odstoupit z funkce ministra kvůli aféře, při níž byl obviněn ze zneužití financí ministerstva a z porušování embarga na dovoz zbraní do Bosny a Hercegoviny.
Dne 3. října 2004 dosáhl se svou stranou při slovinských parlamentních volbách cca 30 % hlasů a jeho strana se tak stala nejsilnější ve slovinském Parlamentu. Uspěl tak s dlouhodobou rétorikou proti premiérovi Drnovšekovi, jehož stranu kritizoval za klientelismus a smířlivost vůči bývalým komunistům. Následně se stal premiérem a vytvořil vládu ze tří pravicových stran a levicové strany důchodců, která fungovala po celé volební období.
Při následujících volbách 21. září 2008 však vládní koalice ztratila parlamentní většinu, když se vítězem stala opozice a k moci se dostala, jako hlavní vládní strana, sociální demokracie (SD) v čele s premiérem Borutem Pahorem.
V roce 2011 byl postaven před soud na základě obvinění ze spolupachatelství při poskytnutí anebo přijetí úplatku či jeho příslibu výměnou za zprostředkování obchodu s vojenskou technikou za 278 milionů €. Kauzu odstartovala reportáž finské televize.